# 严东湖
严东湖是一个位于中国湖北省武汉鄂州县的湖泊，面积约为13平方千米。